# Зимен спорт
Зимен спорт е спорт, който се практикува на сняг или лед. 
Спортовете, включени в програмата на зимните олимпийски игри са спортове под егидата на една от следните международни федерации:
- Международен съюз по биатлон (IBU)
- Международна федерация по бобслей (FIBT)
- Световна федерация по кърлинг (WCF)
- Международна федерация по хокей на лед (IIHF)
- Международна федерация по пързаляне с едноместна шейна (FIL)
- Международен съюз по пързаляне с кънки (ISU)
- Международна федерация по ски (FIS)